# Индейководство
Сравнительно новая в России отрасль промышленного животноводства, производство мяса индейки в полном цикле «от яйца до продукта на полке»,
До 2000-х в России не было развито промышленное индейководство, рыночный спрос на мясо индейки составлял не более 200 граммов на человека в год. Его удовлетворяли фермеры, частные хозяйства.
С 2003 года, после успешного старта и строительства первого агрокомплекса по производству индейки (площадь построенных объектов составила 28 800 кв. метров) в Ростовской области, в стране поднялся настоящий бум производства индейки — было объявлено более 50 проектов по промышленному производству мяса индейки.
В то же время единственный на тот момент новый комплекс в Ростовской области «Евродон», основанный Вадимом Ванеевым, заявил о строительстве мощностей под 60 тыс. т годового производства с дальнейшим увеличением до 150 тыс. т. годового производства, вложив 18 млрд рублей. В 2015-м году холдинг производил 400 тонн продукции в сутки, заняв более 30 процентов российского рынка..
К 2023 году в секторе выращивания индейки отмечается активный прирост инвестиций, темпы производства этого вида мяса опережает сегмент бройлеров. Индейка вошла в перечень популярных продуктов питания.
Общий объем производства мяса индейки в России увеличился до 414,5 тыс. т (здесь и далее — в убойном весе).